# 仲夏夜之梦 (1999年电影)
《仲夏夜之梦》（英語：A Midsummer Night's Dream）是一部1999年的奇幻浪漫喜剧电影，由迈克尔·霍夫曼编剧、制作并执导，改编自威廉·莎士比亚1600年的同名戏剧。该片的全明星阵容包括奇雲·格連饰演波顿，蜜雪兒·菲佛和鲁伯特·埃弗里特分别饰演提泰妮娅和奥伯伦，史丹利·特治饰演帕克，卡莉絲塔·佛克哈特、安娜·弗瑞尔、克里斯蒂安·贝尔和多米尼克·韦斯特饰演四位恋人。

## 电影情节
19世纪90年代的意大利王国，在公爵忒修斯和希波吕忒的婚宴筹备期间，年轻的赫米娅的父亲伊吉斯向公爵求助。他请求公爵支持自己将女儿许配给德米特律斯的承诺，威胁如果赫米娅不从，就将她处死。忒修斯给了赫米娅四天时间，让她在嫁给德米特律斯、加入修道院或死亡之间做出选择。由于赫米娅和情人莱山德被禁止结婚，两人计划逃往森林以逃避这场安排。他们向赫米娅的朋友海伦娜吐露了计划，而海伦娜因对德米特律斯的爱而深感痛苦——她曾和他有过一段情，如今却绝望地爱着他。与此同时，剧团导演彼得·昆斯为即将上演的悲剧《皮拉摩斯与西丝比》分配了角色。当演员尼克·波顿遭到镇上居民的嘲弄后，剧团决定到森林中排练以避免干扰。
海伦娜将赫米娅和莱山德的计划告诉了德米特律斯，然后像痴情的小狗一样跟着他进入了森林。他试图劝阻她，但海伦娜执意跟随，因为她对德米特律斯的爱已经变成了痴迷。一进入森林，他们便误入了由仙王奥伯伦和仙后提泰妮娅统治的精灵世界。奥伯伦目睹了他们，并与他的仆人小精灵帕克利用一种由特殊花朵制成的药水制造混乱。这种药水涂在眼睛上，会让人爱上醒来后看到的第一个人。奥伯伦将药水涂在提泰妮娅的眼睛上。帕克则趁莱山德睡着时对他使用了魔法药水，而醒来的莱山德被海伦娜唤醒后，不再记得赫米娅，开始追逐海伦娜。
与此同时，剧团为了给公爵的婚礼表演剧目，在森林中排练。淘气的帕克用魔法将波顿变成了驴头人，并被中了魔法的提泰妮娅看到。提泰妮娅对波顿一见钟情，将他带到自己的仙境中，受到精灵的伺候。在奥伯伦的命令下，帕克又将魔法药水用在了熟睡的德米特律斯身上。德米特律斯也爱上了海伦娜，导致四人之间的关系变得混乱，最终在泥地里展开了一场争吵。奥伯伦玩得腻了，决定恢复秩序。他用另一种花朵解除莱山德的魔法，让他重新与赫米娅相爱。德米特律斯则与海伦娜在一起，同时奥伯伦用第二种花朵与仙后提泰妮娅和好。
忒修斯和希波吕忒的狩猎队偶然发现了几对情侣半裸躺在田野中熟睡。当情侣们表达爱意时，德米特律斯和海伦娜，莱山德和赫米娅都相爱，公爵与未婚妻邀请其他情侣一同参加他们的婚礼，这让伊吉斯极为不满。波顿也醒来，发现自己恢复了人形。与精灵的经历似乎是一场梦，但他留下了一枚带有森林气息的金戒指。波顿和他的“粗人机械师”剧团为公爵忒修斯、希波吕忒夫人、其他两对情侣以及宫廷观众表演了他们的业余剧目。他们本计划上演一场悲剧，但最终却意外变成了一场喜剧，为婚礼庆典增添了笑声。